# Settima strada
Settima strada (Seventh Avenue) è una miniserie televisiva statunitense in 6 puntate trasmesse per la prima volta nel 1977. È basata romanzo omonimo di Norman Bogner.
È una miniserie drammatica incentrata sulla vita di Jay Blackman, originario della settima strada di East Side a New York, che diventa imprenditore tessile negli anni 1940 affrontando vari ostacoli come la criminalità organizzata e drammi familiari.

## Personaggi e interpreti
- Jay Blackman, interpretato da Steven Keats.
- Rhoda Gold Blackman, interpretata da Dori Brenner.
- Eva Meyers, interpretata da Jane Seymour.
- Myrna Gold, interpretata da Anne Archer.
- Al Blackman, interpretato da Kristoffer Tabori.
- Joe Vitelli, interpretato da Herschel Bernardi.
- Frank Topo, interpretato da Richard Dimitri.
- Finklestein, interpretato da Jack Gilford.
- Morris Blackman, interpretato da Mike Kellin.
- Harry Lee, interpretato da Alan King.
- Douglas Fredericks, interpretato da Ray Milland.
- Dave Shaw, interpretato da Paul Sorvino.
- Gus Farber, interpretato da Eli Wallach.
- John Meyers, interpretato da William Windom.
- Mrs. Gold, interpretata da Leora Dana.
- Marty Cass, interpretato da John Pleshette.
- Credan, interpretato da Lou Cristolo.
- Howart Horton, interpretato da Richard Kline.
- Edward Gold, interpretato da Robert Symonds.
- Celia Blackman, interpretata da Anna Berger.
- Paula, interpretata da Ellen Greene.
- Barney Green, interpretato da Josh Mostel.
- Moll, interpretata da Gloria Grahame.
- Sergente Rollins, interpretato da Brock Peters.
- Ray Boone, interpretato da Ron Max.
- Neal Blackman, interpretato da Joshua Freund.
- Detective Clever, interpretato da Graham Beckel.

## Produzione
La miniserie fu prodotta da Universal TV. Le musiche furono composte da Elmer Bernstein e Nelson Riddle.

### Registi
Tra i registi della miniserie sono accreditati:
- Richard Irving
- Russ Mayberry

## Distribuzione
La miniserie fu trasmessa negli Stati Uniti dal 10 febbraio 1977 sulla rete televisiva NBC. In Italia è stata trasmessa con il titolo Settima strada.
Alcune delle uscite internazionali sono state:
- negli Stati Uniti il 10 febbraio 1977 (Seventh Avenue)
- in Spagna (Séptima Avenida)
- in Italia (Settima strada)